# Thysanotus virgatus
Thysanotus virgatus là một loài thực vật có hoa trong họ Măng tây. Loài này được Brittan miêu tả khoa học đầu tiên năm 1972.